# Трихлорацетат натрия
Трихлорацетат натрия — неорганическое соединение,
соль натрия и трихлоруксусной кислоты с формулой CCl3COONa,
бесцветные кристаллы,
растворяется в воде.

## Получение
- Нейтрализация трихлоруксусной кислоты карбонатом натрия:

{\displaystyle {\mathsf {Na_{2}CO_{3}+2CCl_{3}COOH\ {\xrightarrow {}}\ CCl_{3}COONa+CO_{2}\uparrow +H_{2}O}}}

## Физические свойства
Трихлорацетат натрия образует бесцветные кристаллы.
Растворяется в воде, метаноле и этаноле.

## Химические свойства
- Разлагается при нагревании с образованием дигалогенкарбенов:

{\displaystyle {\mathsf {CCl_{3}COONa\ {\xrightarrow {T}}\ CCl_{2}+NaCl+CO_{2}}}}

## Применение
- Гербицид для допосевной обработки почвы.